# فلافيو مارتيني
فلافيو مارتيني (بالإيطالية: Flavio Martini)‏ هو دراج إيطالي، ولد في 13 يناير 1945 في Galliera Veneta ‏ في إيطاليا.

## وصلات خارجية
- فلافيو مارتيني على موقع أرشيف الدراجات (الإنجليزية)
- فلافيو مارتيني على موقع إحصائيات الدراجات الإحترافية (الإنجليزية)
- فلافيو مارتيني على موقع CycleBase (الإنجليزية)
- فلافيو مارتيني على موقع اللجنة الأولمبية الدولية (الإنجليزية)
- فلافيو مارتيني على موقع أوليمبيديا (الإنجليزية)